# La Terre
La Terre er en fransk stumfilm fra 1921 af André Antoine.